# Dennis Lloyd, Baron Lloyd of Hampstead
Dennis Lloyd, Baron Lloyd of Hampstead QC (* 22. Oktober 1915; † 31. Dezember 1992) war ein britischer Jurist, Hochschullehrer und Politiker, der 1965 als Life Peer aufgrund des Life Peerages Act 1958 Mitglied des House of Lords wurde und sich in führenden Positionen für die britische Filmförderung einsetzte.

## Leben

### Studium, Rechtsanwalt und Zweiter Weltkrieg
Lloyd absolvierte nach dem Schulbesuch ein Studium der Rechtswissenschaften am University College London (UCL) und dann an der University of Cambridge. Nach Abschluss des Studiums erhielt er 1936 seine anwaltliche Zulassung und war danach als Barrister tätig. Für sein 1938 veröffentlichtes juristisches Fachbuch Unincorporated Associations wurde er mit dem von der juristischen Fakultät der Universität Cambridge verliehenen Yorke Prize ausgezeichnet.
Während des Zweiten Weltkrieges leistete er seinen Militärdienst als Verbindungsoffizier bei den Forces françaises libres von Charles de Gaulle in Libanon und Syrien. Nach Kriegsende war er zuerst wieder als Rechtsanwalt tätig und arbeitete in der auf das Common Law spezialisierte Anwaltskanzlei von George Williams Keeton.

### Hochschullehrer, Oberhausmitglied und Filmförderer
Daraufhin wurde Lloyd 1947 Reader für Englisches Recht am University College London und lehrte dort bis 1956. Durch sein 1953 erschienenes Buch Public Policy: a comparative study of English and French law legte er ein Standardwerk auf dem Gebiet der vergleichenden Rechtswissenschaft vor.
Danach übernahm Lloyd, der 1956 einen Doktor der Rechte (LL.D.) an der University of Cambridge erwarb, 1956 als Nachfolger von Glanville Williams die Richard-Quain-Professur für Rechtswissenschaften an der Universität London. Diese Lehrtätigkeit übte er bis zu seiner Emeritierung sowie seiner anschließenden Ablösung durch William Twining 1982 aus. 1959 erschien seine juristische Enzyklopädie Introduction to Jurisprudence, die ebenfalls zu einem Standardwerk wurde und englischen Studenten Rechtswissenschaftler wie Hans Kelsen, Karl Olivecrona, Friedrich Carl von Savigny und Jewgeni Bronislawowitsch Paschukanis näher brachte.
Während dieser Zeit war er zwischen 1961 und 1982 auch Mitglied des Komitees für Rechtsreformen (Law Reform Committee) sowie von 1962 bis 1964 Dekan der juristischen Fakultät der Universität London. In diesen Funktionen war er letztlich auch maßgeblich am Zustandekommen des Mietgesetzes von 1965 (Rent Act 1965) beteiligt. Auch sein Fachbuch The Idea of Law (1964) wurde zu einem Standardwerk zur Rechtstheorie sowie Rechtsphilosophie, das unter anderem von den Ideen von Roscoe Pound geprägt war.
Durch ein Letters Patent vom 14. Mai 1965 wurde Lloyd aufgrund des Life Peerages Act 1958 als Life Peer mit dem Titel Baron Lloyd of Hampstead, of Hampstead in the London Borough of Camden, in den Adelsstand erhoben und gehörte damit bis zu seinem Tod dem House of Lords als Mitglied an.
Seit Beginn der 1970er Jahre übernahm Baron Lloyd, der von 1969 bis 1981 erneut Dekan der Juristischen Fakultät der Universität London war, zahlreiche Funktionen im Bereich der Filmwirtschaft und war unter anderem zwischen 1970 und 1988 Gründungsvorsitzender des Verwaltungsrates der National Film and Television School (NFTS) sowie von 1973 bis 1976 Vorsitzender des British Film Institute (BFI). Zuletzt war Baron Lloyd, der für seine juristischen Verdienste 1975 Kronanwalt (Queen’s Counsel) wurde, von 1988 bis zu seinem Tod 1992 Ehrenpräsident der National Film and Television School.

## Veröffentlichungen
- The Law Relating to Unincorporated Associations: Being the Yorke Prize Essay for the Year 1937, 1938
- Public Policy: A Comparative Study of English and French Law, 1953
- Rent control, Mitautor John Montgomerie, 1955
- Business Lettings, Mitautor John Montgomerie, 1956
- The British Commonwealth: The Development of Its Laws and Constitutions, Mitautor George Williams Keeton, 1955
- The Right to Work: An Inaugural Lecture, 1957
- Introduction to Jurisprudence, 1959 (8. Auflage 2008)
- The Idea of Law, 1964, Neuauflage 1976